# Santiago Véscovi
Santiago Véscovi Vannet (Montevideo, 14 de septiembre de 2001) es un baloncestista uruguayo que pertenece a la plantilla del Bàsquet Manresa de la Liga Endesa. Con 1,91 metros de estatura, juega en la posición de base. 

## Trayectoria deportiva
Nacido en Montevideo, Véscovi se formó en las categorías inferiores del Club Atlético Bohemios. Tras pasar por la NBA Academy Latin America, el 22 de noviembre de 2019, se comprometió a jugar baloncesto universitario con la Universidad de Tennessee, situada en la ciudad de Knoxville, Tennessee. 

### Universidad
En su primer año con los Tennessee Volunteers fue titular en 19 partidos, promediando 10,7 puntos, 3,7 asistencias, 3,3 rebotes y 1,2 robos por partido. En su segundo año, Véscovi promedió 8,7 puntos, 3,7 rebotes y 3,1 asistencias por partido. Como junior, promedió 13,3 puntos, 4,4 rebotes, 3,2 asistencias y 1,7 robos por partido. Véscovi fue incluido en el primer equipo All-SEC cuando era junior. El 26 de marzo de 2022, se presentó al draft de la NBA de 2022 manteniendo su elegibilidad universitaria. En su última temporada universitaria promedió 5,7 puntos, 3,6 rebotes, 2,6 asistencias y 8,6 de valoración. En total, Santiago disputaría 5 temporadas en la NCAA con los Tennessee Volunteers, desde 2019 a 2024.

### Profesional
Tras no ser elegido en el Draft de la NBA de 2024, el 1 de julio de 2024, Véscovi se unió a los Golden State Warriors para disputar la liga de verano de la NBA.
El 25 de julio de 2024, firma por el Bàsquet Manresa de la Liga Endesa.  En 2025 llegara a Peñarol de Uruguay para jugar por primera vez en la Liga de su pais.

### Selección nacional
En octubre de 2016, Véscovi promedió 21,8 puntos, seis rebotes y 3,4 asistencias por partido, llevando a Uruguay al cuarto lugar en el Campeonato FIBA Sudamérica Sub-15 en Asunción.
Véscovi debutó con la selección absoluta de Uruguay en los Juegos Panamericanos de Lima 2019.